# سيرغي شابوفالوف
سيرغي شابوفالوف (بالروسية: Сергей Сергеевич Шаповалов)‏ هو لاعب كرة قدم روسي في مركز الهجوم، ولد في 14 فبراير 1995 في دالنيريتشينسك في روسيا. لعب مع لوخ إينيرجيا فلاديفوستوك.

## وصلات خارجية
- سيرغي شابوفالوف على موقع قاعدة بيانات كرة القدم.إي يو (الإنجليزية)
- سيرغي شابوفالوف على موقع Soccerway.com (الإنجليزية)